# Żurawno (Polska)
Żurawno (dawniej niem. Kaltfließ)– osada na Warmii w Polsce, położona w województwie warmińsko-mazurskim, w powiecie olsztyńskim, w gminie Jonkowo. W latach 1975–1998 miejscowość administracyjnie należała do województwa olsztyńskiego. Obecnie leży nad starym korytem Łyny.
Osada Młyn Żurawno założona została w 1380 r. jako Caldeflys. W 1432 r. odnowiono dokument lokacyjny. W 1447 r. kapituła warmińska zamieniła swój młyn w Żurawnie na jedna trzecią udziału w młynie Wadąg, przekazując Jacobusowi Wolgemutowu z nakazem płacenia czynszu od ziemi (włók) i założenia hodowli świń. Na początku XVII w, młyn uległ zniszczeniu w pożarze, później został odbudowany. 
3 lutego 1807 roku w Żurawnie toczyły się działania wojenne podczas bitwy pod Olsztynem.
W 1928 r. majątek z młynem włączono do gminy Gutkowo. 
Osada Żurawno wchodzi w skład sołectwa Gutkowo. Obecnie budynkom w Żurawnie nadaje się numerację przynależną do Wilimowa (numery 9, 10 i 11, pensjonat Ziołowa Dolina).